# Konnan

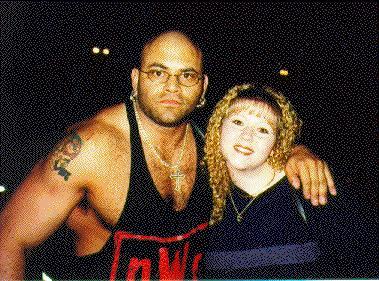
Konnan in WCW ca membru nWo Wolfpac

Charles Ashenoff (n. 6 ianuarie 1964, Santiago de Cuba, Cuba), mai cunoscut sub numele de ring Konnan, este un fost wrestler cubanez și rapper. Este cunoscut în special pentru munca sa din World Championship Wrestling a anilor '90, unde a fost o dată campionul Statelor Unite la categorie grea și de 2 ori campion mondial pe echipe (cu Rey Mysterio Jr. și Billy Kidman). A fost membru nWo, dar și membru nWo Wolfpac în WCW. Înainte de a semna cu WCW, a luptat și în ECW (unde a avut o feudă cu The Sandman). 
După ce WCW a fost achiziționată de Vince McMahon, Konnan a luptat în promoții independente și mai apoi în TNA unde a fost membru-formator LAX (The Latin American Xchange). A luptat de mai multe ori și în  "lucha libre " în promoția mexicană AAA.
 Materiale media legate de Konnan la Wikimedia Commons